# GG Allin
Pour les articles homonymes, voir Allin.
GG Allin, de son vrai nom Kevin Michael Allin, né Jesus Christ Allin à Lancaster (New Hampshire), le 29 août 1956 et mort à New York le 28 juin 1993, est un chanteur de punk hardcore américain. Il est connu pour ses performances scéniques qui incluaient des actions transgressives telles qu'Allin déféquant sur scène, s'automutilant, chantant nu, mettant les gens au défi de lui faire une fellation, et de multiples actes de violence envers le public. Bien que plus réputé pour son jeu de scène que pour sa production musicale, il enregistra de façon prolifique avec plusieurs groupes, non seulement du hardcore, mais également du spoken word, de la country, ainsi qu'un type de rock inspiré des Rolling Stones.

## Biographie

### Enfance
Il est né le 29 août 1956 au Weeks' Memorial Hospital, à Lancaster, New Hampshire. Ce nom prophétique lui a été donné car son père Merle Allin, Sr. (un homme religieux et asocial, alors âgé de 32 ans) avait dit à sa femme, alors âgée de 20 ans, qu'un ange lui était apparu et lui avait dit que son fils nouveau-né serait un grand homme, dans la veine du messie,. Dans sa jeunesse, son frère aîné, Merle Allin, Jr., qui était incapable de prononcer Jesus correctement et l'appelait continuellement « Jiji », a transformé son prénom en GG. La famille vivait dans une cabane en rondins sans eau ni électricité. Le père d'Allin, qui interdisait toute conversation à la maison une fois la nuit tombée, était décrit comme maltraitant et mentalement instable, même si GG n'a jamais utilisé cela comme excuse pour aucune de ses excentricités.
Peu après avoir commencé l'école, sa mère changea son nom légal en Kevin Michael Allin (le 2 mars 1962 selon son certificat de naissance). Arleta avait autorisé son nom de naissance à subsister jusqu'à ce jour. Cependant, avec la santé mentale de son mari se détériorant, sa mère changea son nom afin de donner à Allin une chance de vivre une enfance normale, libre de moqueries. GG est considéré comme inadapté dès le collège, et placé en enseignement adapté, il redouble une année. Il était connu pour se rebeller en venant aux cours habillé en drag queen (sa photo de classe de première le montre ainsi). Quand interrogé à propos de son enfance, GG est cité comme la décrivant « Très chaotique. Pleine de changements et de dangers. Nous vendions de la drogue, volions, entrions par effraction chez les gens, dans leurs voitures, etc. Nous avons fait ce que nous voulions pour la plus grande partie - y compris tous les groupes dans lesquels nous avons joué. Les gens nous haïssaient déjà à cette époque. »

### Débuts
Certains de ses premiers enregistrements se font en tant que batteur. Au lycée, il avait déjà un penchant pour les actions théâtrales et provocantes. Lors d'un de ses premiers concerts (un bal de lycée), il arrache les décorations et tout le monde applaudit. Un des premiers concerts déclenche même une émeute. Il écrit deux chansons avec le groupe Malpractice en 1977 et joua aussi de la batterie sur le single Galileo / Jesus Over New York pour le groupe Stripsearch en 1981.
Ses premières années en tant que leader se font avec The Jabbers (1977–avril 1984). The Jabbers enregistrent plusieurs chansons sur lesquelles Allin jouait de la batterie et chantait les paroles. En 1980 vient la première réalisation d'Allin, Always Was, Is and Always Shall Be. À ce moment, Allin est un leader punk rock standard dans la veine d'Iggy Pop et Stiv Bators. Il est même encadré à un point par la productrice des Dead Boys Genya Ravan. Des tensions internes aux Jabbers commencent à croître alors qu'Allin devenait de plus en plus incontrôlable, méchant, et sans concessions. The Jabbers se sépare, et ses membres prennent des chemins différents. Son addiction aux drogues commence à cette époque.
Du début à la fin des années 1980, Allin est à la tête de nombreux groupes. Entre autres The Cedar Street Sluts, The Scumfucs en 1982, et The Texas Nazis en 1985. Cependant, Allin reste dans la scène underground et n'est pas encore une icône viable du hardcore sur la scène de la côte Est. Le 13 mars 1986, Tracy Deneault donne naissance à une fille qu'elle a eu avec Allin. On sait peu de choses sur cette fille, Nicoann Deneault. Certaines spéculations veulent que la petite photo dans la main gauche du cadavre d'Allin lors de ses funérailles était la photo de Nicoann, bien qu'il paraisse plus probable qu'il s'agisse de GG Allin très jeune,. Tracey Deneault et GG ne se marièrent jamais. Tracey était une adolescente qu'Allin a choisi quand sa femme, Sandra Farrow - son amour d'enfance et un mannequin - a demandé le divorce. Allin se retire dans une cabane dans le New Hampshire où il écrit ce qui est considéré comme sa première « grande œuvre », Eat My Fuc.
Bien que restant un marginal, Allin touche un public plus large avec la publication par Reachout International Records (ROIR) de Hated in the Nation (1987), une publication sur seule cassette à cette époque, qui contenait plusieurs morceaux de son catalogue, alors introuvable, avec The Jabbers, The Scumfucs et Cedar Street Sluts. La bande présentait aussi plusieurs nouveaux enregistrements, studio et live, avec un groupe d'all-stars assemblé par le producteur, journaliste de Maximumrocknroll, et patron des débuts d'Allin, Mykel Board. Ce groupe comprenait Jay Mascis de Dinosaur Jr. à la guitare, et Mark Kramer, producteur/musicien de Bongwater à la basse.

### Carrière

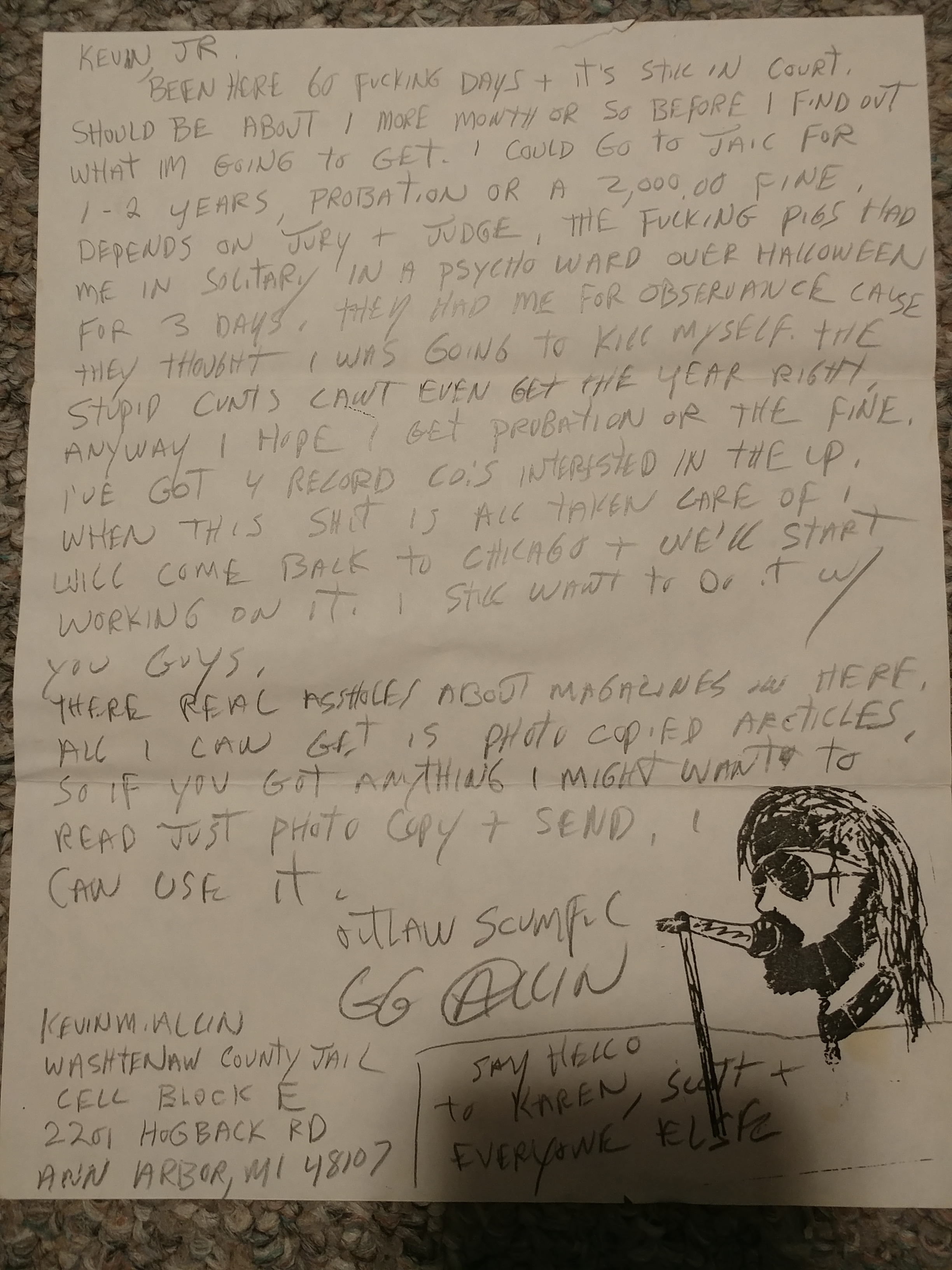
Lettre novembre 1989.

De la moitié à la fin 1980, Allin est résolument héroïnomane, alcoolique, fumeur intensif et abuse généralement de toutes les drogues qui lui étaient proposées. Il était mal habillé et se lavait rarement. À cette période, Allin commence aussi à utiliser des laxatifs avant ses concerts puisque la défécation est devenue un numéro de scène habituel pour lui. Allin se décrivait comme « le dernier vrai rocker. » Il entendait par là que la musique rock elle-même avait commencé comme une figuration du danger, de l'anti-autoritarisme, de la rébellion, mais avait été largement récupérée par les corporations et les soucis d'argent. La musique et les performances scéniques d'Allin étaient par conséquent destinées à rapprocher le rock de ses racines, à le reprendre d'entre les mains du système corporatif. Certains de ses supporters plaident qu'il marquait là un point, spécialement au regard du système de cooptation des corporations.
Allin idolâtrait la légende de la musique country Hank Williams, Sr., et se considérait comme son âme sœur. Tous les deux étaient relativement solitaires et étrangers aux autres, tous les deux utilisateurs réguliers de drogues, ils n'avaient que peu, si ce n'est pas de possessions, et voyageaient à travers le pays sans répit. Les productions acoustiques de GG Allin, particulièrement présentes sur The Troubled Troubador, sont fortement influencées par Williams. Il enregistra ses propres versions de Family Tradition par Hank Williams, Jr., et Longhaired Redneck par David Allan Coe, intitulant ses versions respectivement Scumfuc Tradition et Outlaw Scumfuc. Plus tard, GG Allin produit un autre album country Carnival of Excess.
Durant cette période, Allin collabora avec Bulge (aussi connu comme le Boston hardcore punk trio Psycho, sur l'album Freaks, Faggots, Drunks and Junkies), The AIDS Brigade (aux côtés de son frère Merle) et The Holymen (You Give Love a Bad Name). Allin commence aussi à donner de nombreux spectacles de discours. Des vidéos de ces shows existent mais sont rares. C'est durant cette période qu'Allin enregistre son album Murder Junkies produit par New Rose Records avec le groupe de Caroline ANTiSEEN. Cet album contenait 10 chansons « normales » et 10 chansons « parlées ». C'est aussi à ce moment qu'Allin enregistre l'album War In My Head - I'm Your Enemy sorti sur Awareness Records avec le groupe Shrinkwrap. Cet album en particulier est composé d'une chanson de 45 minutes, collage de discours mis en musique par Shrinkwrap.
Ne voulant pas chercher d'emploi stable, Allin subsiste en vendant ses propres albums. Il prétend aussi avoir commis plusieurs actes criminels tels qu'effractions, vols et agressions. Allin était par ailleurs fasciné par les serial killers. Il écrit et rend visite plusieurs fois à John Wayne Gacy dans sa cellule et Gacy peint un portrait d'Allin.
À ce moment, les performances scéniques d'Allin, qui infligeaient souvent des dégâts considérables aux salles et à l'équipement sonore, étaient régulièrement arrêtées après quelques chansons par la police ou les propriétaires des salles. Allin fut plusieurs fois poursuivi pour violences en réunion et exhibitionnisme. Sa tournée continuelle était interrompue seulement par la prison ou de longs séjours à l'hôpital pour des fractures, des septicémies et autres traumatismes.
Une autre particularité des performances d'Allin était ses menaces continuelles de suicide. En 1988, Allin écrit à Maximumrocknroll disant qu'il se suiciderait en scène lors d'Halloween 1989. Cependant, il était en prison quand ce jour arrive. Il réitère sa menace chaque année suivante mais finit emprisonné chaque Halloween suivant. Lorsque la raison du non-respect de ces promesses, ou de ses défécations sur scène, lui était demandée, Allin répond, « Avec GG, tu n'obtiens pas ce que tu attends — tu obtiens ce que tu mérites. » Il déclare aussi que le suicide devait seulement être utilisé quand la personne concernée était au top, rencontrant l'au-delà au meilleur d'elle-même, et pas au pire.

### Incarcération
Entre la fin des années 1980 et le début des années 1990, les séjours en prison d'Allin se font plus réguliers et plus longs. Il purge une peine particulièrement longue du 22 décembre 1989 au 26 mars 1991 après avoir été accusé du viol avec torture d'une femme à Ann Arbor, Michigan (il plaide no contest, une alternative américaine au coupable/non coupable).
Dans une évaluation psychologique faite au cours du procès, Allin est jugé comme ayant au moins une intelligence moyenne, décrit comme « courtois, coopératif et franc ». L'évaluateur anonyme nota qu'Allin n'apparaissait pas psychotique et semblait à l'aise avec son style de vie non orthodoxe mais qu'il avait un comportement correspondant à un trouble de la personnalité borderline, des symptômes de masochisme et narcissisme[réf. nécessaire].
C'est durant cette détention qu'Allin se sent poussé par sa vie et sa « mission » comme il la définissait. Il écrit le GG Allin Manifesto (1990) durant cette période.
Entre-temps, sa notoriété grandissante entraîne des apparitions sur Geraldo, The Jerry Springer Show et un épisode mémorable de The Jane Whitney Show. À la fin de cette période, l'apparence physique d'Allin devient radicale. Il rase sa tête, enlève le milieu de sa moustache à la Gengis Khan et teint sa barbe en rouge. De plus, il finit progressivement recouvert par de nouveaux tatouages faits maison de piètre qualité, et par les cicatrices dues à ses performances scéniques.
De 1991 à 1993, le groupe d'Allin se nomme The Murder Junkies. Il est alors composé de Merle Allin à la basse, Dino Sachs à la batterie et de différents guitaristes qui se succèdent brièvement.

### Mort

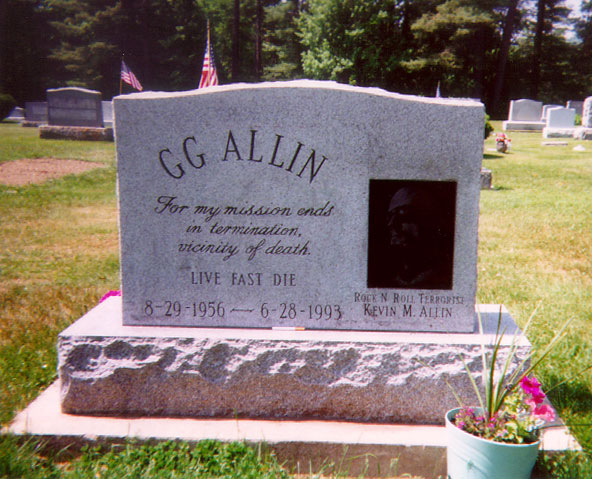
La tombe de GG Allin à Littleton, New Hampshire (États-Unis).

Bien qu'ayant souvent annoncé qu'il se suiciderait sur scène, Allin meurt d'une overdose d'héroïne le 28 juin 1993, dans l'appartement d'une amie à New York, situé 29 Avenue B, Manhattan. Il était âgé de 36 ans. Son dernier concert est donné dans un petit club appelé The Gas Station à New York. La vidéo de la balance, du concert et de sa suite sont présents sur la version DVD de Hated: GG Allin and the Murder Junkies. Pour ce dernier concert il fait quelques chansons avant que le courant soit coupé, après quoi il dégrade la salle puis s'en va à travers les rues de New York, nu, couvert de sang et d'excréments, entouré de centaines de fans qu'il embrassait volontiers. Après être arrivé à l'appartement de son amie, Allin sniffe de l'héroïne, puis perd connaissance. Certains des fêtards posent pour des photos aux côtés d'un Allin ayant perdu connaissance, ignorant qu'il était déjà mort. Le matin suivant, quelqu'un remarque qu'Allin reposait toujours, immobile, et appelle une ambulance, mais Allin était déjà mort à l'arrivée des secours.
À ses funérailles, le corps bouffi et décoloré d'Allin était habillé avec son blouson de cuir noir et un jockstrap. Il avait une bouteille de Jim Beam à ses côtés dans son cercueil, selon ses vœux (publiquement exprimés dans sa balade country acoustique, When I Die). Suivant les souhaits de son frère, le croque-mort n'a pas lavé le défunt (qui sentait fortement les excréments), ni appliqué de maquillage. Les funérailles se transforment en fête acharnée. Les amis posèrent avec le corps, mirent de la drogue et du whisky dans sa bouche, et baissèrent le jockstrap pour prendre des photos de son pénis. Comme les funérailles touchaient à leur fin, son frère met une paire d'écouteurs à Allin. Ces écouteurs sont reliés à un lecteur portable dans lequel est inséré une copie de The Suicide Sessions. La vidéo de ses funérailles est disponible à l'achat, c'est aussi un bonus du DVD Hated.
À l'époque de sa mort, Allin envisageait un album et une tournée européenne. Il en parlait avec enthousiasme à un ami quelques heures avant sa mort. GG Allin est enterré le 3 juillet 1993 au cimetière Saint Rose de Littleton, New Hampshire. La tombe de GG Allin était souvent vandalisée par urine, mégots de cigarette, matières fécales, et bouteilles d'alcool par les fans, des événements qui agaceront la mère de GG, Arleta. Sa tombe sera depuis retirée.

## Aperçu de carrière
Même si GG Allin a eu peu de succès commercial, il est devenu célèbre pour ses performances scéniques violentes, provocatrices, et sa personnalité singulière et implacable.
Il y a toujours eu des spéculations sur la santé mentale d'Allin. Steve Huey écrit : « Peu des associés d'Allin ont nié que son comportement erratique était sûrement le résultat de problèmes mentaux aggravés par ses abus de drogues ; beaucoup spéculèrent sur la possibilité d'un dédoublement de la personnalité, un homme qui passerait très vite de l'amabilité à la violence, de l'intelligence à l'incohérence, de l'autodérision au narcissisme. Et si Allin n'était pas un sociopathe clinique -- comme le suggèrent sa personnalité publique et ses interviews -- il en était très proche. »
L'opinion critique sur la musique et les enregistrements d'Allin est universellement médiocre : Steve Huey déclare que « L'intégralité de la production d'Allin se classe comme peut-être la pire musique jamais enregistrée », alors qu'Ian McCaleb écrit que la discographie d'Allin « est un semi-remorque d'obsession puérile, de concupiscence démente et d'humour au niveau du slip. »
Cependant, la réputation d'Allin n'a fait que croître depuis sa mort, et il a un petit mais dévoué cercle de fans. Le groupe de rock issu de Philadelphie CKY joue régulièrement une version de la chanson de GG, Bite it You Scum, lors de leurs tournées. Durant leur tournée 2003, Out on the Noose Again, le frère de GG Merle a joué de la basse sur la chanson avec CKY. Dans le quatrième opus de la série vidéo CKY, le guitariste Chad Ginsburg rend visite à la tombe d'Allin lors d'une tournée, puis boit une bouteille de Jim Beam entière et urine sur la tombe de GG. L'artiste country/punk hors-la-loi Hank Williams III a en partie dédié son album 2006 intitulé Straight To Hell à Allin.  Les membres du groupe de black metal parisien Diapsiquir déclarent à son sujet : « Ce mec a tout fait, TOUT ! Trente ans avant nous. Alors qu'est ce que tu veux apporter de plus ? Arriver sur scène et te tirer une balle ? On y a pensé hein, mais à quoi bon ? ».
Certains des albums d'Allin, surtout les versions originales, se commandent souvent à un prix très élevé chez les collectionneurs. Sur une des conversations téléphoniques enregistrées sur le CD posthume Troubled Troubador, Allin dit son étonnement devant les prix élevés auxquels ses premiers disques, incluant les singles Malpractice et Stripsearch (sur lesquels il ne jouait que de la batterie) se vendent. La rareté des versions originales faites avec les Jabbers et les Scumfucs est une des raisons pour lesquelles sont sortis la compilation et l'album Hated in the Nation en 1987. Aux côtés des sorties officielles, beaucoup de vidéos et d'albums bootleg sont publiés indépendamment avec ou sans son accord.
Quel que soit le référent, la plupart des albums de GG Allin sont enregistrés en amateur, même selon les standards punk rock, qui considèrent souvent l'amateurisme comme une vertu. Cela est principalement dû à la faiblesse de ses budgets d'enregistrement. Il ne reçut jamais le soutien des grands labels pour la distribution, même si à un moment il signa avec Enigma Records pour un album, contrat signé pendant sa peine de prison au Michigan. Une publicité est alors réalisée pour cet album, bien qu'il n'ait jamais été produit du vivant d'Allin ; l'album, l'enregistrement live Anti-Social Personality Disorder, est en effet publié à titre posthume, dans un premier temps par Ever Rat Records, puis par Awareness Records. La plupart de sa discographie est auto-produite sur vinyle ou cassette, ou au travers de petits labels indépendants comme Orange Records de David Peel et Black and Blue Records.
Le public venait souvent aux concerts d'Allin moins pour la musique que pour assister à ses performances scéniques qui incluaient Allin chantant nu, attaquant le public et parfois les membres de son groupe, déféquant, urinant, lançant ses excréments dans la foule, s'auto-mutilant et une multitude d'autres actes choquants. Si beaucoup considéraient ces actes comme de l'art performance, du shock rock ou un divertissement sale, GG Allin se considérait comme suivant la philosophie qu'il prônait dans ses chansons. De la même manière, McCabe écrit que, « en laissant de côté tout jugement moral ou artistique, on doit du respect à Allin pour avoir fait ce qu'il a fait avec autant de conviction et pendant aussi longtemps. »
L'attitude indépendante d'Allin était sûrement une extension de sa philosophie de vie ; il rejetait le conformisme et ce qu'il considérait comme un mensonge émotionnel ou mental. Il voyageait à travers les États-Unis sans répit en bus, souvent sans autre bagage que ses habits et un sac, vivant au jour le jour, suivant un mode de vie qu'il préférait face à ce qu'il percevait comme une vie faible, sans esprit, vécue par la majorité suivant un chemin naissance-école-travail-mariage-vieillesse-mort. Il dénonçait souvent le mode de vie américain, qu'il considérait comme un ordre préétabli dans lequel chacun est censé vivre sa vie suivant les conventions du gouvernement et de la société.
Il a été attesté par des sources telles que ses anciens membres de groupe ou son frère, Merle, que GG Allin possédait une résistance physique et mentale extraordinaire au regard du nombre d'agressions avec arme à feu, à l'arme blanche, des empoisonnements, des automutilations subis et la grande quantité de drogues dures ingérées. Allin s'infligeait quantité de châtiments dans une tentative délibérée de se durcir — il acceptait avec entrain la douleur et le danger tout comme le plaisir.
Depuis 2006, les enregistrements d'Allin avec les Jabbers, les Cedar Street Sluts et les Scumfucs sont réédités par Black And Blue Records tandis qu'Awareness Records possède les droits sur ses enregistrements réalisés entre 1987 et 1991. ROIR édite Hated in the Nation depuis sa mise sur le marché, et le dernier album studio d'Allin Brutality and Bloodshed for All est édité depuis sa sortie posthume en septembre 1993 sur l'initiative de Kim Fowley et Alive Records.

## Groupes
- The Jabbers
- The Cedar Street Sluts
- The Scumfucs
- Bulge (mieux connu comme le groupe de punk hardcore de Boston)
- Antiseen (aka The Carolina Shitkickers sur une version acoustique)
- The Murder Junkies
- The Criminal Quartet
- The AIDS Brigade
- The Disappointments
- The Holymen
- The Fuckin Shitbiscuits
- The Texas Nazis (dont les membres devinrent the Killcreeps puis Ghoultown)
- The Toilet Rockers
- The Sewer Scum
- The NYC Sheiks
- The Drug Whores
- Afterbirth
- The Southern Baptists
- Shrinkwrap
- The Primates
- The Swankfucks
- His Illegitimate Kids
- Bloody Mess and the Skabs
- The New York Superscum
- David Peel
- MotorCity Badboys (aussi connus comme MC2)